# Nicola Fabrizi (Schiff)

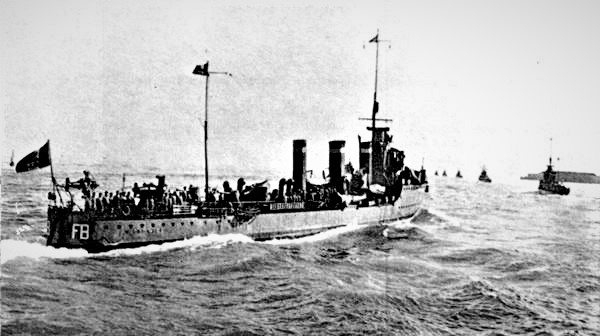
Nicola Fabrizi

Die Nicola Fabrizi (FB) war ein Torpedobootszerstörer (Cacciatorpediniere) der La-Masa-Klasse der italienischen Regia Marina. Sie war benannt nach dem Risorgimento-Patrioten Nicola Fabrizi (1804–1885).

## Bau und Technische Daten
Das Boot gehörte zur dritten von vier in den Jahren von 1913 bis 1919 gebauten Booten nahezu gleicher Größe, die sich nur hinsichtlich ihrer Bewaffnung unterschieden: die Pilo-Klasse von 1913 (acht Boote), die Sirtori-Klasse von 1916 (vier Boote), die La-Masa-Klasse von 1916 (acht Boote) und die Cantore- oder auch Generali-Klasse von 1919 (sechs Boote). Sie verdrängten zwischen 615 und 709 Tonnen (standard), waren 73–73,5 m lang und 7,3 m breit und hatten drei Schornsteine. Sie alle wurden am 1. Oktober 1929 zu Torpedobooten umklassifiziert.
Die Nicola Fabrizi wurde am 1. September 1916 in der Werft Cantieri Odero in Sestri Ponente (Genua) auf Kiel gelegt, lief am 8. Juli 1917 vom Stapel und wurde am 12. Juli 1918 in Dienst gestellt. Sie war 73,5 m lang und 7,3 m breit und hatte 3,0 m Tiefgang. Ihre Wasserverdrängung betrug 660 t (standard) und 875 t (maximal). Die Maschinenanlage bestand aus vier ölbefeuerten Thornycroft-Kesseln und zwei Tosi-Dampfturbinen, die 15000 PS lieferten. Das Schiff hatte zwei Wellen. Die Höchstgeschwindigkeit bei Indienststellung war 34 Knoten, war jedoch zu Beginn des Zweiten Weltkriegs auf nur noch 30 Knoten gesunken. Die Bunkerkapazität betrug 150 Tonnen Öl, die Reichweite 2230 Seemeilen bei einer Marschgeschwindigkeit von 13 Knoten. Das Boot war mit vier 102-mm-Kanonen L/45 von Schneider-Armstrong in Einzelaufstellung und vier Fla-Maschinengewehren sowie vier 450-mm-Torpedorohren in schwenkbaren Zwillingssätzen bewaffnet. Die Besatzung zählte 99–100 Mann. 1940 wurde die Bewaffnung des Boots geändert; sie bestand nunmehr aus zwei 102-mm-Kanonen, zwei 76-mm-Flak L/40, sechs 20-mm-Fla-MG und einem Zwillingsatz von 450-mm-Torpedorohren.

## Schicksal
Beim italienischen Kriegseintritt am 10. Juni 1940 gehörte die Nicola Fabrizi zur in Brindisi stationierten 7. Torpedobootsdivision, zusammen mit ihren Schwesterschiffen Angelo Bassini (BS), Enrico Cosenza (CS) und Giacomo Medici (MD). Am 21. Oktober 1940 wurde sie dem neu gebildeten Kommando Maritrafalba in Brindisi zugeteilt, das für die Durchführung und Sicherung des Truppen- und Nachschubtransports nach Albanien verantwortlich war. Nur wenige Tage später, am 25. Oktober, wurde sie der Forza Navale Speciale (FNS) zugewiesen, die beim bevorstehenden Angriff Italiens auf Griechenland die geplante, dann aber doch nicht durchgeführte Landung auf Korfu durchführen sollte. Dann führte sie wieder Sicherungsdienst in der südlichen Adria durch.
Dabei geriet das Boot in der Nacht vom 11. zum 12. November 1940 in ein schweres Gefecht mit weit überlegenen britischen Kreuzern und Zerstörern. Während des britischen Luftangriffs auf die italienischen Seestreitkräfte in Tarent am 12. November 1940 (Angriff auf Tarent) sandte die Royal Navy das 7. Kreuzergeschwader unter Vizeadmiral Henry Pridham-Whippell in die untere Adria. Es bestand aus den drei Leichten Kreuzern Ajax, Orion und Sydney sowie den Zerstörern Nubian und Mohawk. Kurz nach Mitternacht traf das Geschwader nördlich der Straße von Otranto auf einen kleinen italienischen Geleitzug auf der Fahrt von Vlora nach Brindisi, bestehend aus den vier italienischen Frachtern Capo Vado (4391 BRT), Catalani (2429 BRT), Antonio Locatelli (5691 BRT) und Premuda (4427 BRT). Er wurde von dem Hilfskreuzer Ramb III und der Nicola Fabrizi gesichert. Die Ramb III feuerte 19 Salven zur eigenen Verteidigung und suchte das Weite, während die Nicola Fabrizi die Gegner angriff und die Sydney mit einem Torpedo nur knapp verfehlte. Die Nicola Fabrizi wurde bei dem Gefecht kampfunfähig geschossen, entkam aber mit 11 Toten und 17 Verwundeten doch noch nach Vlora. Danach versenkten die Briten alle vier Frachter. Die italienischen Torpedoboote Curtatone und Solferino bargen im Laufe des Tages insgesamt 140 Überlebende; 36 Männer, einschließlich der auf der Nicolo Fabrizi gefallenen, verloren ihr Leben. Der Kommandant der Nicola Fabrizi, Tenente di vascello di complemento (Kapitänleutnant) Giovanni Barbini, wurde für sein Verhalten mit der Tapferkeitsmedaille in Gold ausgezeichnet.
Das Boot wurde wieder repariert und versah dann weiterhin Geleit- und Sicherungsdienst. Am 21. September 1943, nach der Ausrufung des Waffenstillstandes zwischen Italien und den Alliierten, entkamen die Nicola Fabrizi und ihr Schwesterschiff Giacinto Carini nach Malta. Von dort kehrten sie am 5. Oktober mit den alliierten Invasionskräften nach Italien zurück und versahen dann bis zum Kriegsende Geleitdienste im italienischen Seegebiet.
Die Nicola Fabrizi war eines von 20 alten Torpedobooten, die Italien nach dem Friedensvertrag von Paris 1947 behalten durfte. Sie wurde 1954 mit der Kennung M 5333 zum Minensuchboot herabgestuft, im Februar 1957 ausgemustert und dann abgewrackt.